# Fédération internationale de ski et de snowboard
Pour les articles homonymes, voir FIS.

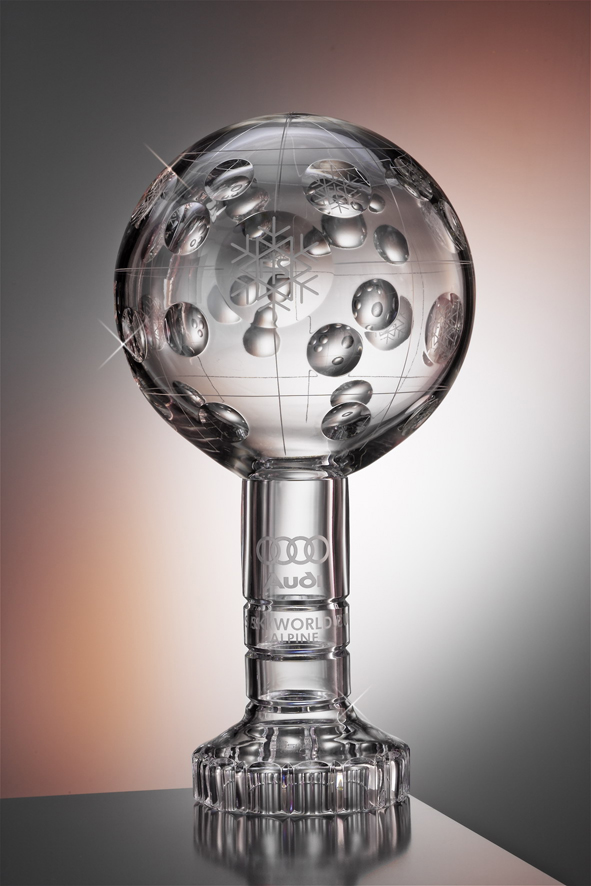
Globe de cristal Audi de la Coupe du monde de ski alpin de la FIS.

La Fédération internationale de ski et de snowboard (FIS) (en anglais : International Ski and Snowboard Federation), dénommé jusqu'en 2022 Fédération internationale de ski, est une association de fédérations nationales ayant pour but de développer le ski à l'échelle mondiale.
La FIS a été fondée le 2 février 1924 lors des premiers Jeux olympiques d'hiver à Chamonix avec quatorze nations membres pour compter, de nos jours, 135 associations affiliées.
Tous les deux ans, a lieu un congrès de la FIS dans le but de débattre sur les axes, les projets et les nominations des membres.
Elle gère les compétitions de l'ensemble des disciplines de sport de neige, à l'exception du biathlon qui relève de l'Union internationale de biathlon (IBU) : ski de fond, saut à ski, combiné nordique, ski alpin, ski acrobatique, snowboard, ski de vitesse, ski sur herbe et télémark.

## Présidents
Depuis sa création en 1924, la FIS a connu cinq présidents. Le Suédois Ivar Holmquist d’abord, un ancien militaire investi dans la promotion du ski. Il occupe le poste jusqu'en 1934 où un autre ancien militaire est élu à la tête de la fédération, le norvégien Nicolai Ramm Østgård. En 1951, c'est le Suisse Marc Hodler, un skieur devenu organisateur et dirigeant au sein des instances du ski suisse, qui prend la présidence de la FIS,. Il occupe le poste quarante-sept ans et en 1998, c'est son compatriote Gian-Franco Kasper qui lui succède. En 2021, l'homme d'affaires suédois Johan Eliasch, alors président de l'équipementier sportif spécialisé dans le ski Head est élu à son tour à la tête de l'organisation.
| Période   | Président            | Nationalité |
| --------- | -------------------- | ----------- |
| 1924-1934 | Ivar Holmquist       | Suède       |
| 1934-1951 | Nicolai Ramm Østgård | Norvège     |
| 1951-1998 | Marc Hodler          | Suisse      |
| 1998-2021 | Gian-Franco Kasper   | Suisse      |
| 2021-     | Johan Eliasch        | Suède       |

## Secrétaires généraux
| Période   | Président                  | Nationalité |
| --------- | -------------------------- | ----------- |
| 1924-1926 | Carl Nordenson             | Suède       |
| 1926-1934 | Carl Gustaf David Hamilton | Suède       |
| 1934-1936 | Ingvald Smith-Kielland     | Norvège     |
| 1936-1949 | Jacob de Rytter Kielland   | Norvège     |
| 1949-1951 | Elnar Bergsland            | Norvège     |
| 1961-1979 | Sigge Bergman              | Suède       |
| 1979-1998 | Gian-Franco Kasper         | Suisse      |
| 2000-2020 | Sarah Lewis                | Royaume-Uni |
| 2020-2021 | Philippe Gueisbühler       | Suisse      |
| 2021-     | Michel Vion                | France      |

## Pays membres
| Pays                        | Fédération nationale                                      | Année d'adhésion |
| --------------------------- | --------------------------------------------------------- | ---------------- |
| Afghanistan                 | Ski Federation of Afghanistan                             | 2016             |
| Albanie                     | Albanian Skiing Federation                                | 2000             |
| Algérie                     | Féd. Algérienne de Ski et Sports de Montagne              | 1965             |
| Andorre                     | Federació Andorrana d'Esquí                               | 1965             |
| Argentine                   | Federación Argentina de Ski y Andinismo                   | 1949             |
| Arménie                     | Armenian Ski Federation                                   | 1993             |
| Samoa américaines           | American Samoa Ski Association                            | 1993             |
| Australie                   | Ski & Snowboard Australia (SSA)                           | 1932             |
| Autriche                    | Österreichischer Skiverband                               | 1924             |
| Azerbaïdjan                 | Azerbaijan Ski Federation                                 | 1998             |
| Bahamas                     | Bahamas Ski Association                                   | 1990             |
| Barbade                     | Barbados Ski Association                                  | 1994             |
| Belgique                    | Royal Belgian Ski Federation                              | 1936             |
| Bermudes                    | Bermuda Winter Ski Association                            | 2006             |
| Bosnie-Herzégovine          | Ski Federation of Bosnia and Herzegovina                  | 1992             |
| Biélorussie                 | Belarus Ski Union                                         | 1992             |
| Bolivie                     | Federacion Boliviana de Ski Y Andinismo                   | 1977             |
| Brésil                      | Brazilian Snow Sports Federation                          | 1980             |
| Bulgarie                    | Bulgarian Ski Federation                                  | 1924             |
| Canada                      | Canadian Snowsports Association CSA                       | 1924             |
| Îles Caïmans                | Cayman Islands Conf. & Assoc. of Snow Sports              | 2006             |
| Chili                       | Chilean Ski and Snowboard Federation                      | 1949             |
| Chine                       | Chinese Ski Association                                   | 1981             |
| Cameroun                    | Fédération de ski de Cameroun                             | 1998             |
| Colombie                    | Colombian Ski Team                                        | 1992             |
| Costa Rica                  | Costa Rica Ski Association                                | 1981             |
| Croatie                     | Croatian Ski Association                                  | 1992             |
| Chypre                      | Cyprus Ski Federation                                     | 1993             |
| Tchéquie                    | Ski Association of the Czech Republic                     | 1924             |
| Danemark                    | Dansk Skiforbund                                          | 1946             |
| Dominique                   | Dominica Ski Association                                  | 2014             |
| République dominicaine      | Fed. Dominicana de Patinaje y Deportes de Invierno        | 2018             |
| Équateur                    | Ecuador Ski Federation                                    | 1984             |
| Érythrée                    | Eritrean National Olympic Committee                       | 2012             |
| Salvador                    | Federación Salvadoreña de Nieve Y Hielo                   | 1998             |
| Espagne                     | Real Federación Española Deportes de Invierno             | 1936             |
| Estonie                     | Estonian Ski Association                                  | 1992             |
| Éthiopie                    | Ethiopian National Ski Federation                         | 2006             |
| Fidji                       | Fiji Association of Sports and National Olympic Committee | 1988             |
| Finlande                    | Finnish Ski Association                                   | 1924             |
| France                      | Fédération française de ski                               | 1924             |
| Grande-Bretagne             | British Ski and Snowboard                                 | 1924             |
| Géorgie                     | Georgian Ski Federation                                   | 1992             |
| Allemagne                   | Deutscher Skiverband                                      | 1924             |
| Ghana                       | Ghana Winter Sports Association                           | 2006             |
| Grèce                       | Hellenic Winter Sports Federation                         | 1936             |
| Grenade                     | Grenada International Sports Foundation suspendu          | 1998             |
| Guatemala                   | Guatemalan Alpine Winter Sports Association               | 1988             |
| Guyana                      | Guyana Ski Federation                                     | 2014             |
| Haïti                       | Fédération haïtienne de ski                               | 2012             |
| Hong Kong                   | Ski Association of Hong Kong, China Ltd.                  | 2004             |
| Honduras                    | Honduras Ski Association                                  | 1992             |
| Hongrie                     | Hungarian Ski Federation                                  | 1924             |
| Inde                        | Indian Olympic Association                                | 2019             |
| Iran                        | Iran Ski Federation                                       | 1957             |
| Irlande                     | Ski Association of Ireland                                | 1971             |
| Islande                     | Icelandic Ski Association                                 | 1946             |
| Israël                      | Israeli Ski Federation                                    | 1977             |
| Îles Vierges des États-Unis | Virgin Islands Winter Sports Federation                   | 1988             |
| Italie                      | Federazione Italiana Sport Invernali                      | 1924             |
| Îles Vierges britanniques   | British Virgin Islands Ski Association                    | 2012             |
| Jamaïque                    | Jamaica Ski Federation                                    | 1998             |
| Jordanie                    | Jordan Olympic Committee                                  | 2018             |
| Japon                       | Ski Association of Japan                                  | 1926             |
| Kazakhstan                  | Kazakhstan Ski Association                                | 1992             |
| Kenya                       | Kenya Ski Federation                                      | 1998             |
| Kirghizistan                | Ski Federation of Kyrgyzstan                              | 1996             |
| Corée du Sud                | Korea Ski Association                                     | 1957             |
| Kosovo                      | Ski Federation of Kosova                                  | 2016             |
| Koweït                      | Kuwait Ski Association                                    | 1998             |
| Lettonie                    | Latvian Ski Association                                   | 1992             |
| Liban                       | Lebanese Ski Federation                                   | 1949             |
| Lesotho                     | Lesotho National Wintersport Association                  | 2008             |
| Liechtenstein               | Liechtensteinischer Skiverband                            | 1949             |
| Lituanie                    | Lithuanian National Skiing Association                    | 1992             |
| Luxembourg                  | Fédération luxembourgeoise de ski                         | 1971             |
| Madagascar                  | Ski Madagascar                                            | 2006             |
| Maroc                       | Fédération royale marocaine de ski et sports de montagne  | 1959             |
| Malaisie                    | Malaysian Ski Association                                 | 2014             |
| Moldavie                    | Ski Federation of the Republic of Moldova                 | 2002             |
| Mexique                     | Federación Mexicana de Ski, A.C.                          | 1981             |
| Mongolie                    | Mongolian Ski Federation                                  | 1963             |
| Macédoine du Nord           | Ski Federation of Macedonia                               | 1992             |
| Malte                       | Malta Olympic Committee                                   | 2008             |
| Monténégro                  | Montenegro Ski Association                                | 2008             |
| Monaco                      | Fédération monégasque de ski                              | 1981             |
| Pays-Bas                    | Netherlands Ski Federation                                | 1998             |
| Népal                       | Nepal Ski Association                                     | 1998             |
| Nigeria                     | Nigeria Ski Federation                                    | 2016             |
| Norvège                     | The Norwegian Ski Federation                              | 1924             |
| Nouvelle-Zélande            | Snow Sports New Zealand                                   | 1953             |
| Pakistan                    | Ski Federation of Pakistan                                | 1969             |
| Panama                      | Panama Association of Winter Sports                       |                  |
| Paraguay                    | Comité Olímpico Paraguayo                                 | 2014             |
| Pérou                       | Comité Olímpico Peruano                                   | 1994             |
| Philippines                 | Philippine Ski Federation                                 | 1971             |
| Palestine                   | Palestinian Winter Sports Federation                      | 2012             |
| Pologne                     | Polski Zwiazek Narciarski                                 | 1924             |
| Portugal                    | Federação de Desportos de Inverno de Portugal             | 1949             |
| Corée du Nord               | The Ski Association of D.P.R. Korea                       | 1965             |
| Porto Rico                  | Puerto Rico Ski Federation                                | 1988             |
| Roumanie                    | Federația Română de Schi Biatlon                          | 1924             |
| Afrique du Sud              | Snow Sports South Africa                                  | 1992             |
| Russie                      | Russian Ski Association                                   | 1949             |
| Sénégal                     | Fédération sénégalaise de ski                             | 1981             |
| Singapour                   | Singapore Snowboarding and Skiing Association             | 2014             |
| Slovénie                    | Ski Association of Slovenia                               | 1992             |
| Saint-Marin                 | Federazione Sammarinese Sport Invernali                   | 1973             |
| Serbie                      | Ski Association of Serbia                                 | 1924             |
| Sri Lanka                   | Sri Lanka Winter Sports Association                       | 2014             |
| Soudan                      | Sudanese Winter Sports Association                        | 1992             |
| Suisse                      | Swiss Ski                                                 | 1924             |
| Slovaquie                   | Slovak Ski Association                                    | 1924             |
| Suède                       | Svenska Skidförbundet                                     | 1924             |
| Eswatini                    | Swaziland Ski Association                                 | 1992             |
| Tanzanie                    | Tanzania Winter Sports Federation                         |                  |
| Tonga                       | Royal Tonga Ski Federation                                | 2016             |
| Thaïlande                   | Ski and Snowboard Association of Thailand                 | 1994             |
| Tadjikistan                 | National Association of Winter Sports of Tajikistan       | 1996             |
| Timor oriental              | Timor Leste Ski Association                               | 2014             |
| Togo                        | Fédération togolaise des sports de glisse et de Ski       | 2012             |
| Chinese Taipei              | Chinese Taipei Ski Association                            | 1967             |
| Trinité-et-Tobago           | Trinidad and Tobago Snowsports Federation                 | 2002             |
| Turquie                     | Turkish Ski Federation                                    | 1938             |
| Émirats arabes unis         | United Arab Emirates Snow and Ice Sports Federation       | 2018             |
| Ouganda                     | Uganda Olympic Committee                                  | 2016             |
| Ukraine                     | Ski Federation of Ukraine                                 | 1992             |
| Uruguay                     | Asociación Uruguaya de Ski                                | 1990             |
| États-Unis                  | U.S. Ski and Snowboard Association                        | 1924             |
| Ouzbékistan                 | Winter Sports Association of Uzbekistan                   | 1992             |
| Venezuela                   | Comité Olímpico Venezolano                                | 1993             |
| Zimbabwe                    | Snow Sports Association of Zimbabwe                       | 1988             |

## Préoccupations environnementales
Lors du congrès de 1994, la FIS s'est engagée dans une charte à sauvegarder la nature et l'environnement « pour le bien de l'homme ». Pour cela et avec l'aide d'experts de l'environnement, la FIS a obligé ses fédérations membres à organiser des compétitions et des manifestations de ski, et de construire des installations et de l'infrastructure en compatibilité avec la nature. En effet chaque année, en période hivernale, le ski et ses stations attirent des millions de touristes à la recherche de la nature, d'espaces verts et de plein air. Ainsi, les stations doivent pouvoir répondre à leurs aspirations avec un paysage sain, propre, et en leur proposant de nombreuses activités sportives.
Concernant le réchauffement climatique et les émissions de carbone, la FIS est signataire de la charte des Nations unies sur le sport et le climat (UNFCCC). La FIS communique à ce sujet en affirmant être la première fédération de sport à s'engager pour le climat et en se donnant comme objectif une réduction de 50 % de ses propres émissions de gaz à effet de serre d’ici 2030. Ainsi, elle compense ses émissions grâce au programme « rainforest initiative », qui combat la déforestation en Amazonie. Cependant, pour Ursula Bittner de Greenpeace, ce type d'action s'apparente à un greenwashing, car il s'agit d'un « système de compensation » et non d'« une vraie stratégie de réduction de ses émissions ».

## Risques climatiques
En 2023, Julian Schütter publie une lettre signée par 170 skieurs enjoignant la FIS de combattre les problèmes découlant du dérèglement climatique. Il pourrait être envisagé notamment une réflexion sur les dates de compétition : les décaler permettrait d'éviter l'utilisation de neige artificielle.
En octobre 2024, la FIS annonce un partenariat avec l'Organisation météorologique mondiale (OMM), afin notamment d'avertir le public de la « menace existentielle » que fait peser le réchauffement climatique sur la montagne et les sports d'hiver. La FIS espère que ce partenariat permettra de donner un avenir à la filière, alors que les effets du réchauffement se font déjà sentir. Les centaines de courses de ski organisées par la FIS pour la Coupe du Monde sont presque toujours réalisées avec de la neige artificielle. Concernant les stations de ski, un manque de neige est constaté, les saisons sont plus courtes, et des répercussions économiques négatives ont déjà été observées. Une étude franco-autrichienne de 2023 affirme qu'un réchauffement climatique compris entre 2 et 4 degrés induira un approvisionnement en neige trop faible pour 53 à 98% des stations de ski au niveau mondial. Parmi les initiatives programmées dans le cadre du partenariat avec l'OMM, il est prévu une information sur des outils de prévision permettant une optimisation de la gestion de la neige autour des stations de ski.

## Lutte contre le dopage
La FIS est en relation avec l'Agence mondiale antidopage pour lutter efficacement contre le dopage dans le sport. Les sports d'hiver sont soumis aux mêmes contraintes que les autres sports. Elle a lancé un programme d'éducation et de prévention au sujet du dopage, les règles instaurées par la FIS sont basées sur le code mondial d'anti-dopage .

## Compétitions

### Ski nordique
- Championnats du monde de ski nordique
- Championnats du monde junior de ski nordique

#### Ski de fond
- Coupe du monde de ski de fond
- Championnats du monde junior de ski de fond

#### Saut à ski
- Coupe du monde de saut à ski
- Championnats du monde junior de saut à ski

#### Combiné
- Coupe du monde de combiné nordique
- Championnat du monde junior de combiné nordique

### Ski alpin
- Coupe du monde de ski alpin
- Championnats du monde de ski alpin
- Coupe d'Europe de ski alpin
- Coupe nord-américaine de ski alpin
- Coupe sud-américaine de ski alpin
- Coupe d'Extrême-Orient de ski alpin (de)
- Coupe d'Australie et Nouvelle-Zélande de ski alpin
- Championnats du monde juniors de ski alpin

### Ski acrobatique
- Coupe du monde de ski acrobatique
- Championnats du monde de ski acrobatique

### Snowboard
- Coupe du monde de snowboard
- Championnats du monde de snowboard

### Ski de vitesse
- Coupe du monde de ski de vitesse
- Championnats du monde de ski de vitesse

### Ski sur herbe
- Coupe du monde de ski sur herbe
- Championnats du monde de ski sur herbe

### Télémark
- Coupe du monde de télémark
- Championnats du monde de télémark
- Championnats du monde juniors de télémark